# Правительство Андрея Кобякова
Совет Министров Андрея Кобякова (бел. Савет Міністраў Андрэя Кабякава) — 8-е Правительство Республики Беларусь во главе с Андреем Владимировичем Кобяковым. Состав правительства был объявлен 27 декабря 2014 года.
В августе 2018 года Президент Республики Беларусь Александр Лукашенко жестоко раскритиковал действующее правительство в «пофигическом» отношении чиновников к его поручениям и за коррупции в сфере здравоохранения. 18 августа 2018 года был объявлен новый Совет Министров Республики Беларусь во главе с главой «Банка развития» Сергеем Румасом.

## Структура
В состав Правительства входит 40 человек:
- Премьер-министр Республики Беларусь;
- 5 заместителей Премьер-министра Республики Беларусь;
- 24 министра;
- 8 государственных комитетов;
- председатель Президиума Национальной академии наук Беларуси;
- председатель аппарата Совета Министров.

## Состав Совета Министров
| Имя                                                                    | Фотография | Должность                                                              | Эмблема         | Начало срока                    |
| ---------------------------------------------------------------------- | ---------- | ---------------------------------------------------------------------- | --------------- | ------------------------------- |
| Андрей Владимирович Кобяков бел. Андрэй Уладзіміравіч Кабякаў          |            | Премьер-министр Республики Беларусь                                    |                 | 27 декабря 2014                 |
| Василий Станиславович Матюшевский бел. Васіль Станіслававіч Мацюшэўскі |            | Первый заместитель Премьер-министра Республики Беларусь                |                 | 27 декабря 2014                 |
| Владимир Ильич Семашко бел. Уладзімір Ільіч Сямашка                    |            | Заместитель Премьер-министра Республики Беларусь                       |                 | 28 июля 2003                    |
| Наталья Ивановна Кочанова бел. Наталля Іванаўна Качанава               |            | Заместитель Премьер-министра Республики Беларусь                       |                 | 27 декабря 2014                 |
| Анатолий Николаевич Калинин бел. Анатоль Мікалаевіч Калінін            |            | Заместитель Премьер-министра Республики Беларусь                       |                 | 29 декабря 2010                 |
| Михаил Иванович Русый бел. Міхаіл Іванавіч Русы                        |            | Заместитель Премьер-министра Республики Беларусь                       |                 | 10 апреля 2012                  |
| Министры                                                               |            |                                                                        |                 |                                 |
| Анатолий Борисович Чёрный бел. Анатоль Барысавіч Чорны                 |            | Министр архитектуры и строительства                                    |                 | 15 октября 2013                 |
| Игорь Анатольевич Шуневич бел. Ігар Анатольевіч Шуневіч                |            | Министр внутренних дел                                                 |                 | 11 мая 2012                     |
| Александр Александрович Терехов бел. Аляксандр Аляксандравіч Церахаў   |            | Министр жилищно-коммунального хозяйства                                |                 | 17 ноября 2014                  |
| Василий Иванович Жарко бел. Васіль Іванавіч Жарко                      |            | Министр здравоохранения                                                |                 | 5 мая 2006                      |
| Владимир Владимирович Макей бел. Уладзімір Уладзіміравіч Макей         |            | Министр иностранных дел                                                |                 | 20 августа 2012                 |
| Лилия Станиславовна Ананич бел. Лілія Станіславаўна Ананіч             |            | Министр информации                                                     |                 | 30 июня 2014                    |
| Борис Владимирович Светлов бел. Барыс Уладзіміравіч Святлоў            |            | Министр культуры                                                       |                 | 10 декабря 2012                 |
| Михаил Михайлович Амельянович бел. Міхаіл Міхайлавіч Амельяновіч       |            | Министр лесного хозяйства                                              |                 | 12 марта 2010                   |
| Андрей Алексеевич Равков бел. Андрэй Аляксеевіч Раўкоў                 |            | Министр обороны                                                        |                 | 27 ноября 2014                  |
| Михаил Анатольевич Журавков бел. Міхаіл Анатольевіч Жураўкоў           |            | Министр образования                                                    |                 | 27 декабря 2014                 |
| Сергей Эдуардович Наливайко бел. Сяргей Эдуардавіч Налівайка           |            | Министр по налогам и сборам                                            |                 | 27 декабря 2014                 |
| Владимир Александрович Ващенко бел. Уладзімір Аляксандравіч Вашчанка   |            | Министр по чрезвычайным ситуациям                                      |                 | 29 декабря 2010                 |
| Андрей Марленович Ковхуто бел. Андрэй Марленавіч Каўхута               |            | Министр природных ресурсов и охраны окружающей среды                   |                 | 26 июня 2015                    |
| Виталий Михайлович Вовк бел. Віталь Міхайлавіч Воўк                    |            | Министр промышленности                                                 |                 | 27 декабря 2014                 |
| Сергей Петрович Попков бел. Сяргей Пятровіч Папкоў                     |            | Министр связи и информатизации                                         |                 | 21 февраля 2014                 |
| Леонид Константинович Заяц бел. Леанід Канстанцінавіч Заяц             |            | Министр сельского хозяйства и продовольствия                           |                 | 21 августа 2012                 |
| Александр Игоревич Шамко бел. Аляксандр Ігаравіч Шамко                 |            | Министр спорта и туризма                                               |                 | 31 октября 2012                 |
| Валентин Сергеевич Чеканов бел. Валянцін Сяргеевіч Чаканаў             |            | Министр торговли                                                       |                 | 9 января 2009 — 17 декабря 2015 |
| Владимир Васильевич Колтович бел. Уладзімір Васільевіч Калтовіч        |            | Министр торговли                                                       | 17 декабря 2015 |                                 |
| Анатолий Александрович Сивак бел. Анатоль Аляксандравіч Сівак          |            | Министр транспорта и коммуникаций                                      |                 | 31 июля 2012                    |
| Марианна Акиндиновна Щёткина бел. Марыяна Акіндзінаўна Шчоткіна        |            | Министр труда и социальной защиты                                      |                 | 4 декабря 2009                  |
| Владимир Викторович Амарин бел. Уладзімір Віктаравіч Амарын            |            | Министр финансов                                                       |                 | 6 ноября 2014                   |
| Владимир Иванович Зиновский бел. Уладзімір Іванавіч Зіноўскі           |            | Министр экономики                                                      |                 | 27 декабря 2014                 |
| Владимир Николаевич Потупчик бел. Уладзімір Мікалаевіч Патупчык        |            | Министр энергетики                                                     |                 | 22 апреля 2013                  |
| Олег Леонидович Слижевский бел. Алег Леанідавіч Сліжэўскі              |            | Министр юстиции                                                        |                 | 13 декабря 2011                 |
| Председатели государственных комитетов                                 |            |                                                                        |                 |                                 |
| Валерий Павлович Вакульчик бел. Валерый Паўлавіч Вакульчык             |            | Председатель КГБ Республики Беларусь                                   |                 | 16 ноября 2012                  |
| Сергей Петрович Гурулев бел. Сяргей Пятровіч Гурулеў                   |            | Председатель Военно-промышленного комитета                             |                 | 4 декабря 2009                  |
| Андрей Анатольевич Гаев бел. Андрэй Анатольевіч Гаеў                   |            | Председатель Государственного комитета по имуществу                    |                 | 27 декабря 2014                 |
| Александр Геннадьевич Шумилин бел. Аляксандр Генадзевіч Шумілін        |            | Председатель Государственного комитета по науке и технологиям          |                 | 15 октября 2013                 |
| Виктор Владимирович Назаренко бел. Віктар Уладзіміравіч Назарэнка      |            | Председатель Государственного комитета по стандартизации               |                 | 21 февраля 2012                 |
| Леонид Семенович Мальцев бел. Леанід Сямёнавіч Мальцаў                 |            | Председатель Государственного пограничного комитета                    |                 | 2 ноября 2013                   |
| Юрий Алексеевич Сенько бел. Юрый Аляксеевіч Сянько                     |            | Председатель Государственного таможенного комитета                     |                 | 6 ноября 2014                   |
| Леонид Васильевич Анфимов бел. Леанід Васільевіч Анфімаў               |            | Председатель Комитета государственного контроля                        |                 | 14 октября 2014                 |
| Александр Николаевич Косинец бел. Аляксандр Мікалаевіч Косінец         |            | Руководитель Администрации Президента Республики Беларусь              |                 | 27 декабря 2014                 |
| Павел Владимирович Каллаур бел. Павел Уладзіміравіч Калаур             |            | Председатель Национального банка Республики Беларусь                   |                 | 27 декабря 2014                 |
| Игорь Сергеевич Сокол бел. Ігар Сяргеевіч Сокал                        |            | Руководитель Аппарата Совета Министров Республики Беларусь             |                 | 17 декабря 2015                 |
| Владимир Григорьевич Гусаков бел. Уладзімір Рыгоравіч Гусакоў          |            | Председатель Президиума Национальной академии наук Республики Беларуси |                 | 15 октября 2013                 |